# Artuk Bey
Zaheer-ul-Daulah Artuk Beg (también conocido como "hijo de Eksük")  fue un comandante turco del Imperio seyúcida en el siglo XI. Fue el gobernador selyúcida Jerusalén entre 1085–1091. Aunque da su nombre a los Artúquidas, de hecho el Beylicato fue fundado 11 años después de su muerte por sus hijos (Sökmen e Ilghazi).

## En Anatolia
Artuk Bey fue uno de los comandantes del Imperio Seyúcida en la Batalla de Manzikert en 1071. Después de la batalla,  participó en la conquista de Anatolia en nombre del imperio. Capturó el valle de Yeşilırmak en 1074 y reprimió una rebelión en 1077 para el sultán.
Su siguiente misión fue una campaña para recuperar Amid (moderno Diyarbakır)  a los Marwánidas, donde discutió con el comandante en jefe Fahrüddevlet que pretendía firmara la paz. En un ataque de sorpresa  derrotó a un ejército de refuerzo Marwánida. Sin embargo, cuándo el sultán Malik Shah  tuvo conocimiento de los hechos, acusó a Artuk.

## En Siria
Artuk abandonó el campo de batalla y apoyó a Tutush I el hermano más joven y discordante de Malik  Shah   en Siria en 1084. En 1086  fue instrumental para derrotar a Süleyman, el sultán de los Selyúcidas de Turquía en una batalla entre Süleyman y Tutush.

## En Kudüs
Tutush le concedió Kudus (Jerusalén) como iqta y Artuk vivió en Küdus hasta su muerte en 1091.

## Cita
1. ↑  Yüce- Sevim p.164
2. ↑  Yüce-Sevim, p.68

- Datos: Q1301749